# Cousin, cousine
Cousin, cousine es el nombre de una película francesa de 1975 de género comedia romántica, dirigida por Jean-Charles Tacchella y protagonizada por Marie-Christine Barrault, Victor Lanoux y Marie-France Pisier. La película recibió dos nominaciones a los Oscar; a la mejor película en lengua extranjera y a la mejor actriz. Además, ganó una nominación en los Globo de Oro a la mejor película extranjera.

## Sinopsis
Dos primos lejanos se conocen en una boda de la familia. Entre ellos surge en seguida una buena amistad, pero pronto sus respectivos esposo y esposa empezarán a sospechar de que son algo más que amigos. 

## Elenco
- Marie-Christine Barrault como Marthe.
- Victor Lanoux como Ludovic.
- Marie-France Pisier como Karine.
- Guy Marchand como Pascal.
- Ginette Garcin como Biju.
- Sybil Maas como Diane.
- Popeck como Sacy.
- Pierre Plessis como Gobert.
- Catherine Verlor como Nelsa.
- Hubert Gignoux como Thomas.[2]

## Premios y nominaciones

### Premios Oscar
- Mejor actriz a Marie-Christine Barrault (Nominada)
- Mejor guion a Jean-Charles Tacchella (Nominado)
- Mejor película extranjera (Nominada)

### Premios Globo de oro
- Mejor película extranjera (Nominada)

### Premios Cesar
- Mejor película (Nominada)
- Mejor actor a Victor Lanoux (Nominado)
- Mejor guion a Jean-Charles Tacchella (Nominado)
- Mejor actriz de reparto a Marie-France Pisier (Ganadora)

### National Board of Review
- Top 10 películas extranjeras (Ganadora)

### National Society of Film Critics Awards
- Mejor actriz a Marie-Christine Barrault (3er lugar)

### Kansas City Film Critics Circle Award
- Mejor película extranjera (Ganadora)